# Герц, Бенедикт

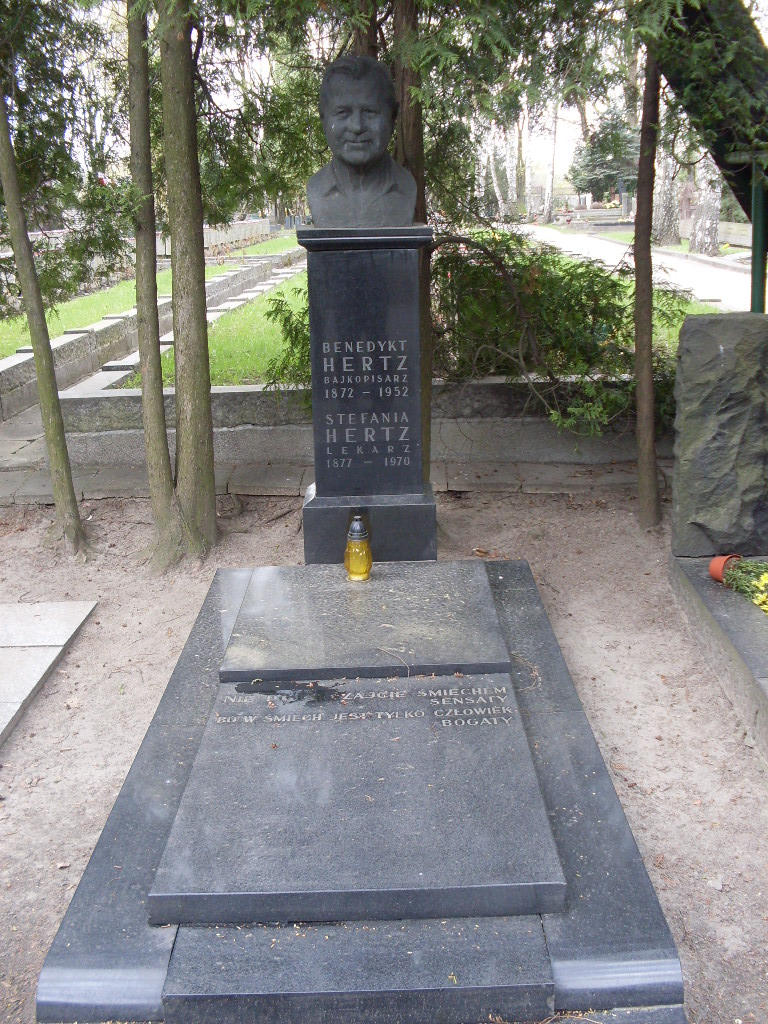
Памятник на могиле Б. Герца

Бенедикт Герц (пол. Benedykt Hertz; 7 июня 1872, Варшава — 31 октября 1952, Подкова-Лесьна) — польский писатель, сатирик, публицист, баснописец, переводчик, журналист.

## Биография
Родился в еврейской полонизированной семье. Сын повстанца 1863 года. Изучал философию в университетах Парижа и Цюриха.
Как журналист дебютировал в 1896 году в журнале «Prawda». Дебют Герца как писателя состоялся в 1903 году, когда он опубликовал сборник «Басни». Сотрудничал со многими польскими изданиями: «Głos», «Naprzód», «Robotnik». Придерживался «левых» взглядов. С 1905 года был ответственным секретарем редакции демократической газеты «Głos».
С 1930 до конца жизни жил в Подкова-Лесьна. Похоронен на варшавском кладбище «Воинские Повонзки».

## Творчество
Бенедикт Герц — автор произведений в жанре политической и общественной сатиры, басен, многих детских сказок. Поднятые им в баснях острые социальные и политические темы переносил, обычно, в царство животных. Опубликовал ряд аллегорических произведений, которые отражают его наблюдательность. Басни и сказки писал, придавая им черты политического эссе и фельетона.
После 1919 года, будучи под влиянием творчества Януша Корчака начал писать произведения для детей и молодежи. Большую популярность получила его фантастико-реалистическая повесть «Приключения Магдуси» (пол. «Przygody Magdusi»).
Подготовил «Антологию польских басен» (в соавт.), опубликованную в 1958 году.
Переводил с русского, например, басни И. Крылова.
Автор текста диалогов в фильме «Год 1914» (1932), в котором исполнил одну из ролей.

## Избранные произведения
- Басни / «Bajki» (1903),
- Драматические наброски / Szkice dramatyczne (1910),
- Басни и сатира / «Bajki i satyry» (1911),
- Сказки минувших дней / «Bajki minionych dni» ((1914—1918),
- Шутки не на шутку / «Żarty nie na żarty»
- Басни, сатира, песенки / «Bajki, satyry, piosenki» (сборники 1900—1930),
- Из воспоминаний самовара / «Ze wspomnień samowara» (1936),
- Сатира / «Satyry» (1919—1951).

В СССР была напечатана его популярная детская книжка «Уть-Уть» с иллюстрациями художника Е. Чарушина (1982).